# Lebruniodendron
Lebruniodendron es un género monotípico de árbol de la subfamilia Caesalpinioideae perteneciente a la familia de las legumbres Fabaceae. Su única especie: Lebruniodendron leptanthum (Harms) J.Leonard, es originaria de África en Camerún y Zaire.

## Descripción
Es un árbol que alcanza los 12-30 m de altura; con un fuste cilíndrico de 40 a 100 cm de diámetro, y con contrafuertes en la base.

## Distribución y hábitat
Se encuentra en el bosque mixto sobre suelo firme; y en bosques tropófilos de Gabón, Camerún y Zaire.